# Audience Flow
Mit dem Audience Flow (dt. etwa „Zuschauerfluss“) wird in Prozentzahlen angegeben, wie viele Zuschauer beim Fernsehen oder Hörer beim Radio von der letzten Sendung zur darauf folgenden übernommen werden konnten.

## Allgemeines
Audience Flow oder auch Zuschauerwanderung bezeichnet die Wanderbewegungen der Fernsehzuschauer bei aufeinander folgenden Sendungen. Mithilfe des Audience Flows lässt sich die Zuschauerbindung quantifizieren, eines der wichtigsten Ziele der Programmplanung. Er wird deshalb als Instrument der Programmplanung eingesetzt und gehört zu deren wichtigsten Aufgaben. Dazu werden nacheinander folgende Sendungen („Programmstrecken“) vertikal dergestalt programmiert, dass aufeinander folgende Sendungen inhaltlich und im Hinblick auf die angesprochene Zielgruppe möglichst gut zueinander passen. Ziel ist es, den Audience Flow so zu optimieren, dass die Zuschauer den Sender nicht durch Zapping verlassen oder aber wieder zu ihm zurückkehren. Beispiele sind die nachmittags nacheinander gesendeten Gerichts- und Talkshows, die Fernsehserien im Vorabendprogramm der ARD oder nacheinander geschaltete Krimiserien bei einem einzigen Sender.
Innerhalb der Hauptsendezeit werden etwa 50 % der Zuschauer auf die Nachfolgesendung desselben Senders vererbt, solange die Programme zueinander passen und keine Friktionen entstehen. Wegen des deutlichen Zuschauerschwunds bei Politmagazinen hatte sich die ARD im September 2011 entschlossen, die montags ausgestrahlten Magazine auf den Dienstag zu verlegen, damit sie hier im Rahmen des Audience Flow von der Beliebtheit der Soap-Opera In aller Freundschaft partizipieren könnten. Es kann davon ausgegangen werden, dass die Zuschauerbindung höher ist, wenn kein Genrewechsel zwischen zwei aufeinanderfolgenden Sendungen vorgenommen wird. Die Fernsehsender versuchen daher, möglichst „weiche“ Übergänge von einer Sendung in die nächste zu schaffen und eine größtmögliche Homogenität der Programme zu erhalten. Die Zuschauer bleiben eher beim Sender, wenn es keine Werbeunterbrechungen gibt, keine langen Abspänne gesendet werden, sondern ein schneller Übergang zwischen den Programmen besteht. Im Sog einer vorgeschalteten Soap-Opera fällt der Zuschauerschwund von Politmagazinen während der „prime time“ geringer aus.

## Geschichte
Die inzwischen liquidierte Ratingagentur C. E. Hooper hatte im September 1945 damit begonnen, den Radiosendern die Hörerbewegungen („flow“) von einer Station zur anderen zu messen und die Methoden kontinuierlich bis August 1946 zu einem Rating zu verfeinern. Im Januar 1950 teilten sich Hooper und Nielsen Media Research den Markt auf, wobei Hooper weiterhin die lokalen Radiostationen messen durfte und zum Marktführer aufstieg. Hooper rief die Radiohörer an und frage sie, welche Station sie gerade hörten, welches Programm sie dort verfolgten und wer der Sponsor hiervon sei. Pionier des audience flow im Fernsehen war die US-amerikanische National Broadcasting Company (NBC), deren Konzept darin bestand, die Aufmerksamkeit der Zuschauer auf sich zu lenken und sie durch nahtlos ineinander übergreifende Programme auch zu halten. NBC führte die markanten Klammerelemente mit dem Frühstücksfernsehen (Today; ab 14. Januar 1952) und der Late-Night-Show (The Tonight Show; ab 27. September 1954) ein.

## Werbeunterbrechung
Auch die Unterbrechung einer Sendung durch Werbespots führt zu Wanderbewegungen, denn über 50 % der Fernsehzuschauer und Radiohörer schalten ab, sobald Werbung kommt; nur 9 % wechseln nicht das Programm durch Zapping. Zur Verbesserung des audience flow sind die Sender dazu übergegangen, die Scharnierwerbeblöcke (ein Werbeblock zwischen einer endenden und einer beginnenden neuen Sendung; oft als „Countdown-Werbung“) fast vollständig durch Unterbrecherwerbung (Werbeblock während einer Sendung) zu ersetzen. Die Regel der Abwanderung durch Werbeunterbrechung gilt jedoch nicht immer. Eine attraktive Serie kann es verkraften, bereits nach Beginn durch Werbung unterbrochen zu werden, weil das Zuschauerinteresse ein Wegschalten verhindert oder eine Rückkehr sicherstellt; dagegen könnte sich eine weniger bekannte Serie bei einem kleineren Sender von einer frühen Werbeunterbrechung nicht mehr erholen.
Ein unvermeidliches und wachsendes Problem für die privaten Sender ist nicht etwa das Abschalten, sondern die Ablenkung der Zuschauer durch die Werbung. So kommt als dritter Faktor neben dem Ab- und Umschalten noch die Beschäftigung mit anderen Medien, vorrangig Computer oder Smartphone, hinzu.
Mit Eigenwerbung für bestimmte Programme (sogenannte „Teaser“) wird in unmittelbarer zeitlicher Nähe zum beworbenen Programm ebenfalls versucht, die Zuschauer vom Zapping abzuhalten.

## Abgrenzung
Der Vererbungseffekt beschreibt die Zuschauerüberschneidungen von zwei direkt nacheinander folgenden Programmen. Dabei wird gezielt eine bestimmte Sendung bis zu ihrem Ende angesehen, doch bleiben die Zuschauer auch noch bei der nächsten Sendung auf dem Kanal („lead-in-Effekt“). Umgekehrt warten die Zuschauer beim zu frühen Einschalten des Geräts auf den Beginn einer Sendung, landen aber im noch laufenden Programm, das sie bis zu seinem Ende verfolgen („lead-out-Effekt“). Die Tagesschau ist dementsprechend „lead in“ für die nachfolgenden Sendungen in der Hauptsendezeit, bei RTL die Seifenoper Gute Zeiten, schlechte Zeiten. Wenn nun die Programmplaner zwischen zwei attraktiven Sendungen eine weniger zuschauerträchtige Sendung positionieren, kann sie von beiden Effekten partizipieren und möglicherweise mehr Zuschauer auf sich vereinigen als sie ansonsten hätte.
Das Phänomen des audience flow unterscheidet sich stark zwischen Privatfernsehen und öffentlich-rechtlichen Anstalten. Bei letzteren ist der Programmauftrag für eine optimale Nutzung des audience-flow-Effekts hinderlich.